# Archiv des Deutschen Museums
Das Archiv des Deutschen Museums ist ein Spezialarchiv zur Geschichte der Naturwissenschaft und Technik. Es ist eine Einrichtung des Deutschen Museums in München.
Das Archiv des Deutschen Museums zählt zu den weltweit führenden Spezialarchiven zur Geschichte der Naturwissenschaft und Technik. Auf 4,7 Regalkilometern im Bibliotheksgebäude des Deutschen Museums werden zentrale Nachlässe bedeutender Wissenschaftler und Forscher, Handschriften und Urkunden, Pläne und technische Zeichnungen, umfangreiche Archive von Firmen und wissenschaftlichen Institutionen sowie mehr als eine Million Fotografien verwahrt. Seit der Museumsgründung im Jahr 1903 bildet es neben den musealen Sammlungen und der Bibliothek einen zentralen Grundpfeiler des Hauses.
Hochkarätige Originaldokumente aus dem Gebiet der Naturwissenschaft und Technik werden durch das Archiv erworben, vertieft erschlossen, konservatorisch hochwertig bearbeitet und der Öffentlichkeit für Forschungen und Recherchen zur Verfügung gestellt. Einzigartig in der deutschen Archivlandschaft dürfte sein, dass nahezu alle Dokumente als Stiftungen übergeben wurden.
Mit seinem umfangreichen Bestand ist das Archiv des Deutschen Museums heute eine wichtige Quelle für Wissenschaftlerinnen und Wissenschaftler und Interessierte aus aller Welt. Die Mitarbeiterinnen und Mitarbeiter des Archivs helfen mit ihrer Kenntnis des Dokumentenbestands dabei jederzeit gerne bei der Recherche. Das Archiv ist öffentlich und allgemein zugänglich und steht prinzipiell jedem offen. Die Nutzung ist kostenfrei.

## Geschichte
Zu der von Oskar von Miller entwickelten Grundkonzeption des Deutschen Museums gehörte von Anfang an neben der musealen Sammlung die Einrichtung einer Fachbibliothek und eines Archivs zur Geschichte der Naturwissenschaft und Technik. Diese Aufgabenfelder sind auch in der ersten Satzung für das sich in Gründung befindende „Museum von Meisterwerken der Naturwissenschaft und Technik“ vom 28. Dezember 1903 formuliert. Im Absatz zu „Zweck und Aufgabe des Museums“ ist angekündigt „Ein Archiv, in welchem wichtige Urkunden wissenschaftlichen und technischen Inhaltes aufbewahrt werden, sowie eine aus Handschriften, Zeichnungen und Drucksachen gebildete technisch wissenschaftliche Bibliothek“.
Die Besucher sollten im Museum die Sammlungsobjekte betrachten, in der Bibliothek erweiterte Literatur finden und im Archiv anhand schriftlicher und zeichnerischer Originale forschen können. Mit diesem Konzept unterschied sich das Deutsche Museum von den zur Zeit der Museumsgründung bestehenden technikhistorischen Museen in Paris und London.
Gabriel von Seidls Entwurf für die Bebauung der Museumsinsel von 1907 sah bereits ein Archiv- und Bibliotheksgebäude zwischen Ausstellungsbau und Kongresssaal vor. Zunächst wurde das ursprünglich Plansammlung genannte Archiv mit Lese- und Zeichensaal in den Räumen des alten Nationalmuseums, dem heutigen Museum Fünf Kontinente, zusammen mit der Bibliothek im Januar 1908 eröffnet. 1925 zogen Archiv und Bibliothek in die ehemalige Schwere-Reiter-Kaserne am linken Isarufer gegenüber der Museumsinsel. Der Errichtung des Bibliotheks- und Kongresssaalgebäudes ging eine lange Planungszeit voraus. Nachdem die Finanzierung durch einen Zuschuss der Stadt München, Spenden der Industrie und eine Anleihe gesichert war, fand 1927 ein Architektenwettbewerb statt. Auf Millers Vorschlag erhielt der Architekt und Professor an der Technischen Hochschule München German Bestelmeyer den Auftrag. Am 4. September 1928 fand die Grundsteinlegung des nun „Studienbau“ genannten Gebäudes statt. Nach aufwendigen Gründungsarbeiten errichtete man eine Stahlkonstruktion für den 100 Meter langen, 70 Meter breiten und 20 Meter hohen Gebäudekomplex. Der Rohbau war im Frühjahr 1930 fertiggestellt, zwei Jahre später auch der Innenausbau der Bibliothek. Die Eröffnung wurde am 7. Mai 1932, dem 77. Geburtstag des Museumsgründers, gefeiert. Während des Zweiten Weltkriegs waren die Archivbestände ausgelagert oder in den Kellern des Museums besonders geschützt. Etwa zehn Prozent der Plansammlung gingen verloren, vorwiegend durch Plünderungen nach Kriegsende.
Ab 1992 wurde der zwischenzeitlich als Sondersammlungen bezeichnete Bereich organisatorisch von der Bibliothek getrennt und 2004 zur Hauptabteilung Archiv aufgewertet. Von 1992 bis 2021 leitete der Historiker Wilhelm Füßl das Archiv des Deutschen Museums; seit Juni 2021 nimmt Matthias Röschner diese Aufgabe wahr.

## Sammlung
In der Anfangszeit stand die Sammlung von Originaldokumenten mit Bezug zu den Ausstellungen im Vordergrund. Die Museumsleitung nutzte ihre Kontakte zu Naturwissenschaftlern und Ingenieuren, um bedeutende Nachlässe, Handschriften und Urkunden einzuwerben. Attraktive Handschriften, Fotografien und Pläne dienten – ungeachtet konservatorischer Bedenken – der Illustration der Museumsausstellungen; herausragende Urkunden wurden im Ehrensaal präsentiert.
Mit der Neuorganisation in den 1990er Jahren richtete man auch die Sammlungspolitik neu aus. Die Sammlungstätigkeit des Archivs zielt darauf ab, Dokumente aus Wissenschaft und Technik zu erwerben und archivarisch aufzubereiten, die für die Geschichte der jeweiligen Fachdisziplin hohe Relevanz besitzen. Die Sammlungsobjekte sollen überregional und möglichst weltweit bedeutsam sein. Ihr Ursprung geht weit zurück in die Vergangenheit, bis ins 13. Jahrhundert, und reicht bis zu Dokumenten und Archivalien aus jüngster Zeit. Gemeinsam mit anderen deutschen Archiven arbeitet das Archiv des Deutschen Museums im Rahmen der nationalen Strategie Sammeln im Verbund an einem abgestimmten Konzept zum verteilten Sammeln von archivischem Sammlungsgut.

## Digitalisierung
Zum Prozess der Digitalisierung gehören die datenbankbasierte Erschließung, das Digitalisieren des Archivguts und die elektronische Publikation. Zur Erschließung wird in einer Archivsoftware jede Archivalie in einem Verzeichnis nach den für die Bestandsgruppe festgelegten Kriterien beschrieben. Aus den Daten entsteht ein strukturiertes Findbuch als Dokument oder Online-Findmittel im Portal Deutsches Museum Digital, in dem teilweise auch Digitalisate publiziert werden.
Unter Federführung des Archivs des Deutschen Museums führten vier Archive der Leibniz-Gemeinschaft von 2010 bis 2012 das Projekt Digitalisierung wertvoller Pläne und technischer Zeichnungen zur Erfassung und Erschließung des Raums im 20. Jahrhundert (DigiPEER) durch. Das Erschließungs- und Digitalisierungsprojekt machte mehr als 20.000 Pläne und technische Zeichnungen in einem Internet-Portal verfügbar. Mit dem Kooperationsprojekt sollten neue Methoden und Techniken zur Zusammenführung von Datenbankinhalten, zum Scannen großformatiger Archivalien und zur Publikation im Internet entwickelt und umgesetzt werden.
In der Zusammenarbeit von neun Archiven der Leibniz-Gemeinschaft entstand ab 2012 mit dem Projekt Digitalisierung und Erschließung von Porträtbeständen in Archiven der Leibniz-Gemeinschaft (DigiPortA) eine Online-Datenbank der Porträtbestände der beteiligten Archive. Sie umfasst rund 33.000 Einträge mit Fotografien, Druckgrafiken, Zeichnungen und Gemälden sowie Daten zu den Porträts und Porträtierten.

## Archivbestände
Das Archiv des Deutschen Museums ist ein sammelndes Archiv, das – entsprechend dem Sammlungsprofil – aktiv Bestände einwirbt. Diese bilden etwa 85 % des Gesamtbestands. Darüber hinaus werden Verwaltungsakten des Museums archiviert.
Porträtsammlung
Seit der Museumsgründung wurden Fotografien und Druckgrafiken bedeutender Persönlichkeiten aus Wissenschaft, Technik und Industrie angekauft oder eingeworben. Im Bestand sind über 12.500 Porträts erfasst, knapp zwei Drittel davon sind Fotografien. Zur Sammlung gehören auch etwa 140 Porträtgemälde, die ursprünglich für die Museumsausstellungen angefertigt wurden. Einige davon sind im Lesesaal der Bibliothek zu sehen.

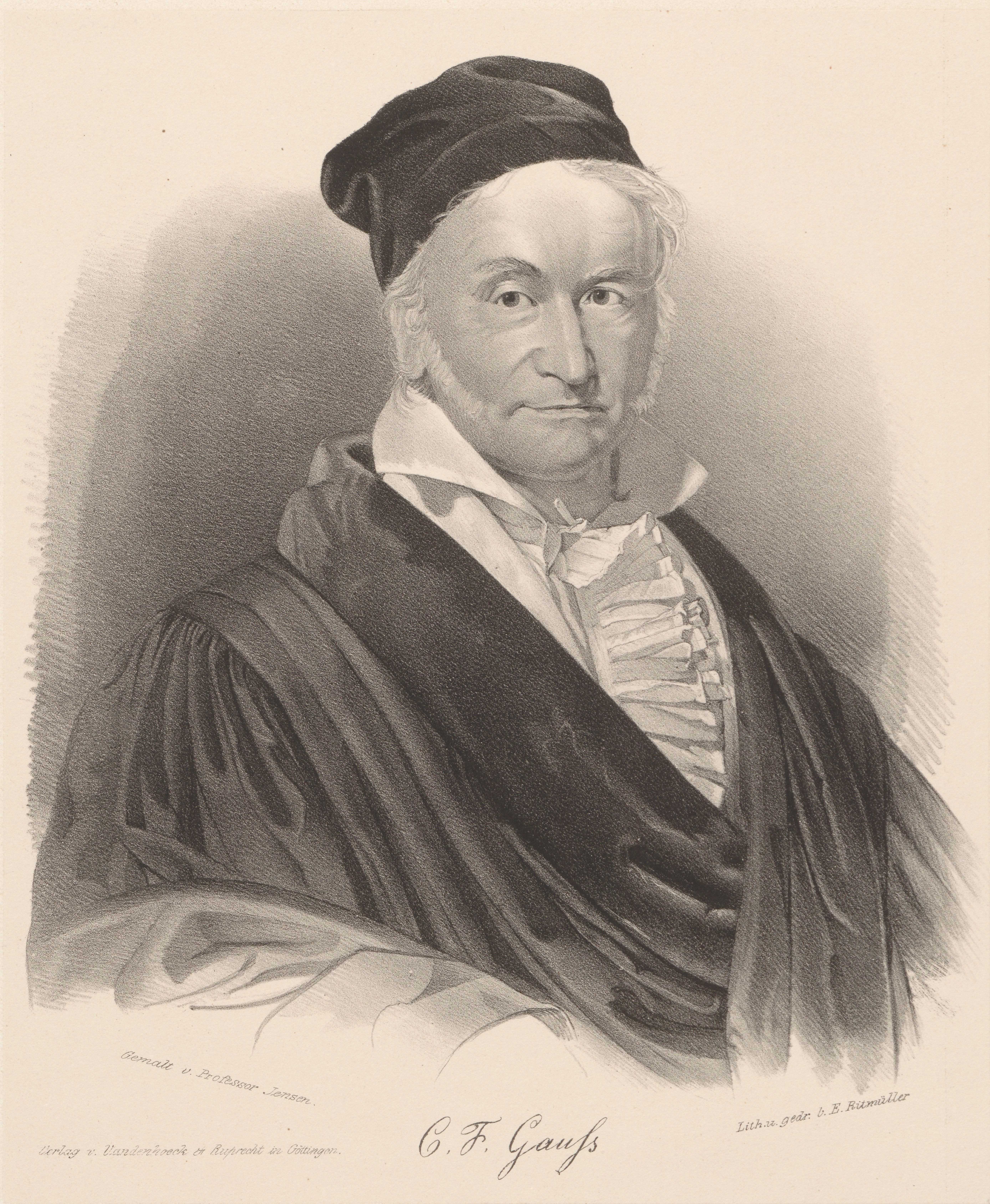
Carl Friedrich Gauß, Lithografie
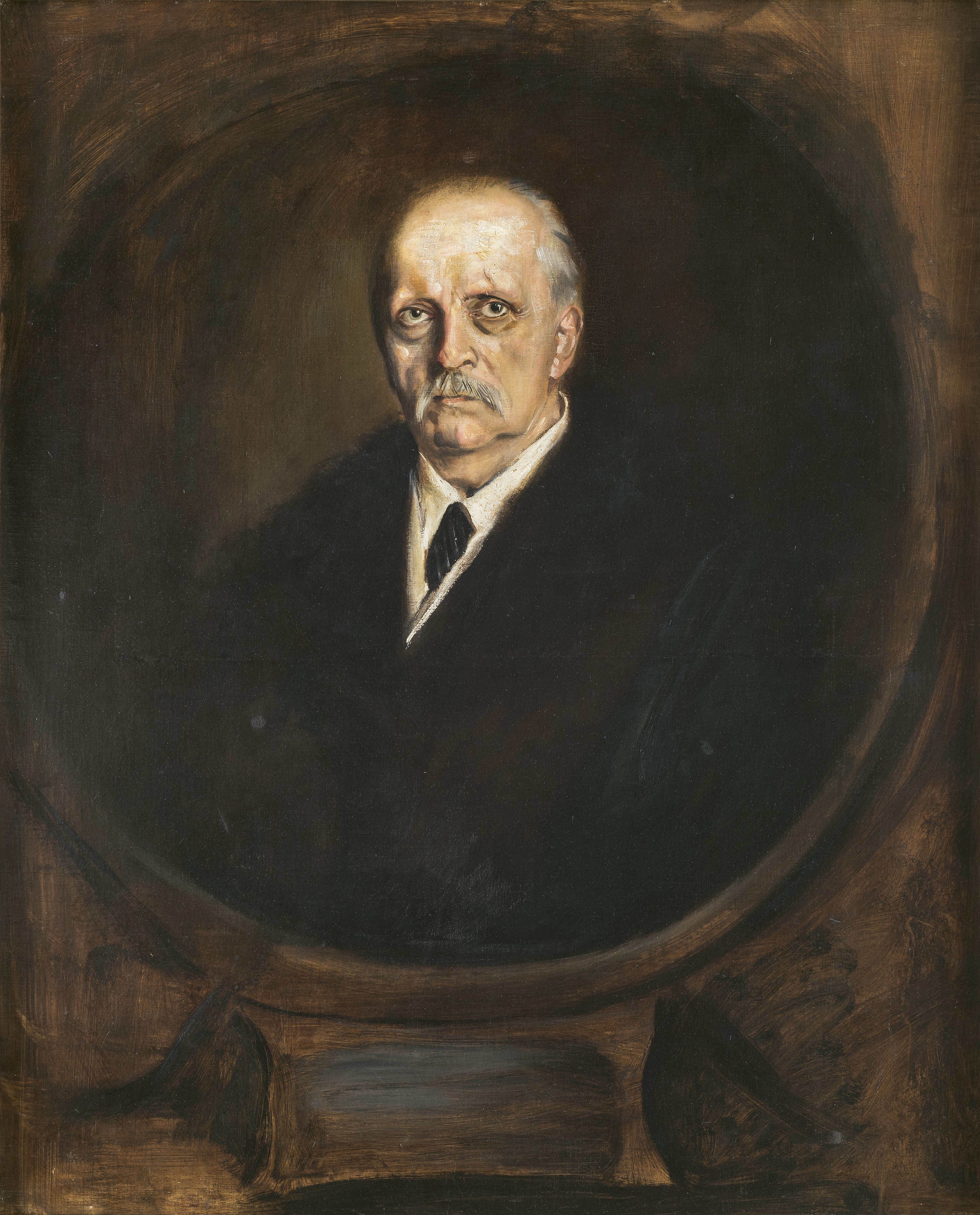
Hermann von Helmholtz, Öl auf Leinwand
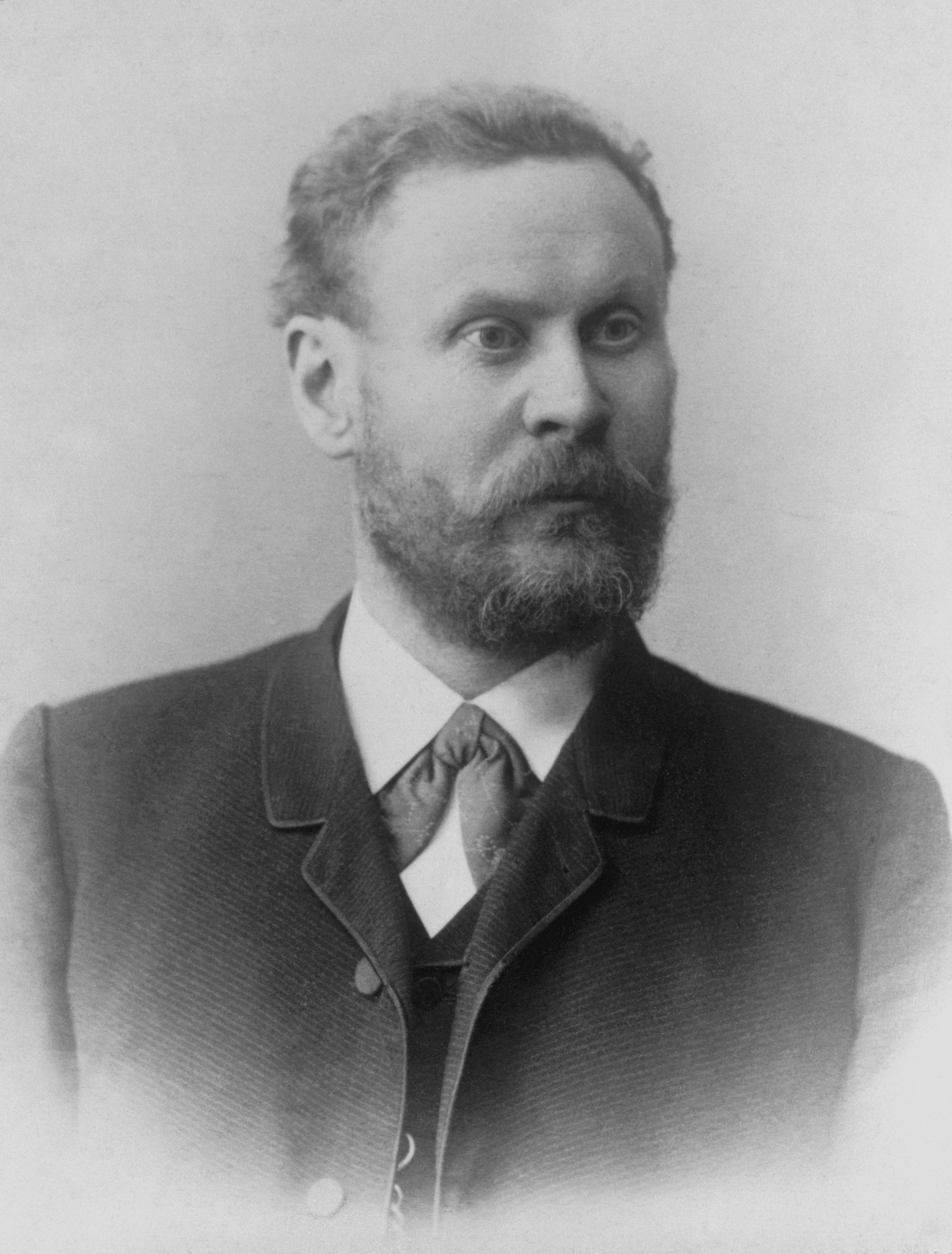
Otto Lilienthal, Fotografie
Oskar von Miller, Uvatypie

Nachlässe
Im Archiv werden rund 380 Nachlässe oder Teilnachlässe bedeutender Persönlichkeiten aus Naturwissenschaft und Technik verwahrt. Zu den bekanntesten Personen zählen die Physiker Georg Simon Ohm und Ernst Mach, die Flugpioniere Otto Lilienthal und Hugo Junkers, der Computerbauer Konrad Zuse und mehrere Nobelpreisträger. Die Nachlässe beinhalten biografische Dokumente, persönliche Korrespondenz, wissenschaftliche Aufzeichnungen, Notiz- und Laborbücher, Ehrungen und Auszeichnungen, teilweise auch Fotografien, Filme, Tonbänder und Datenträger.

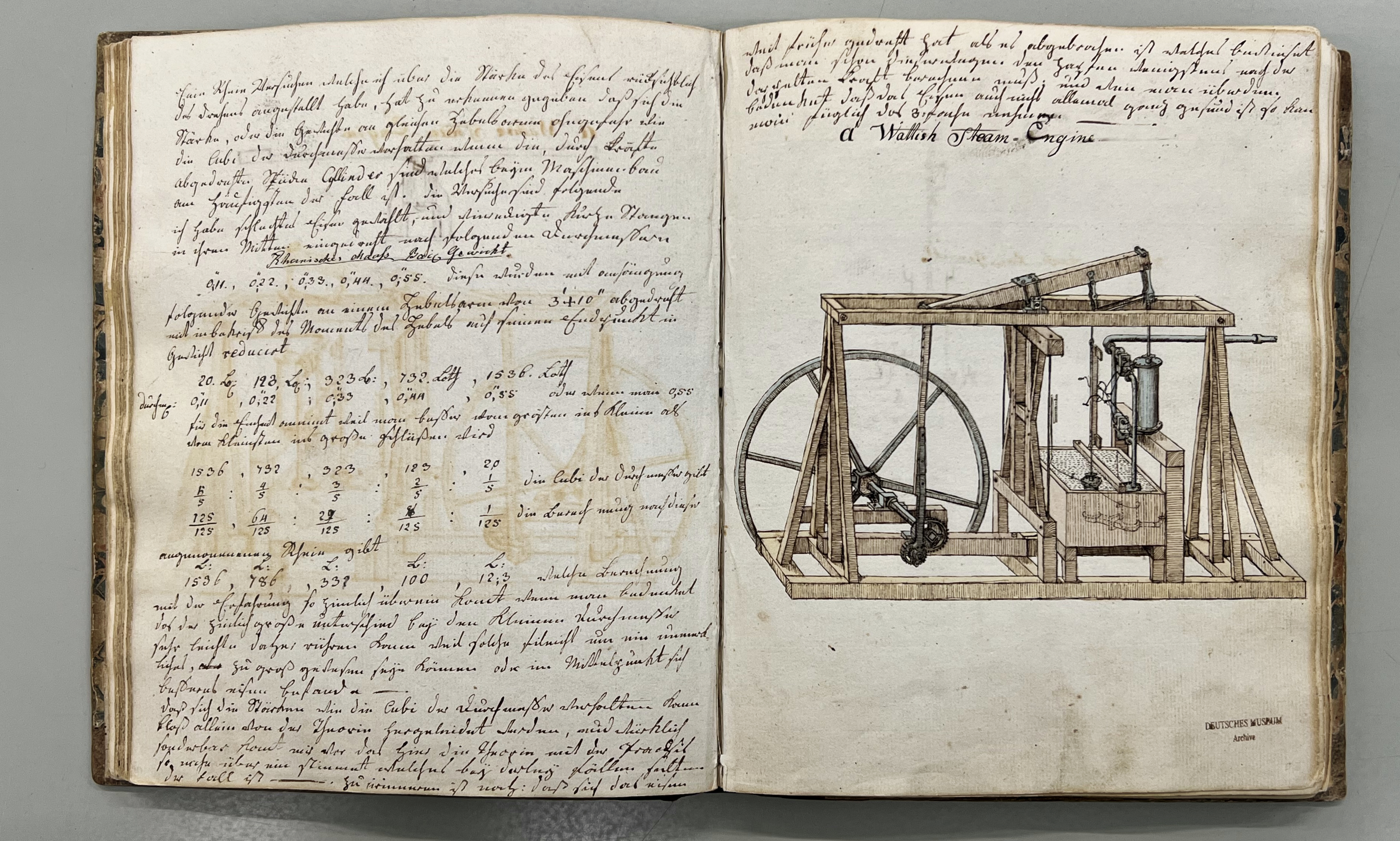
Georg von Reichenbachs „Spionagetagebuch“
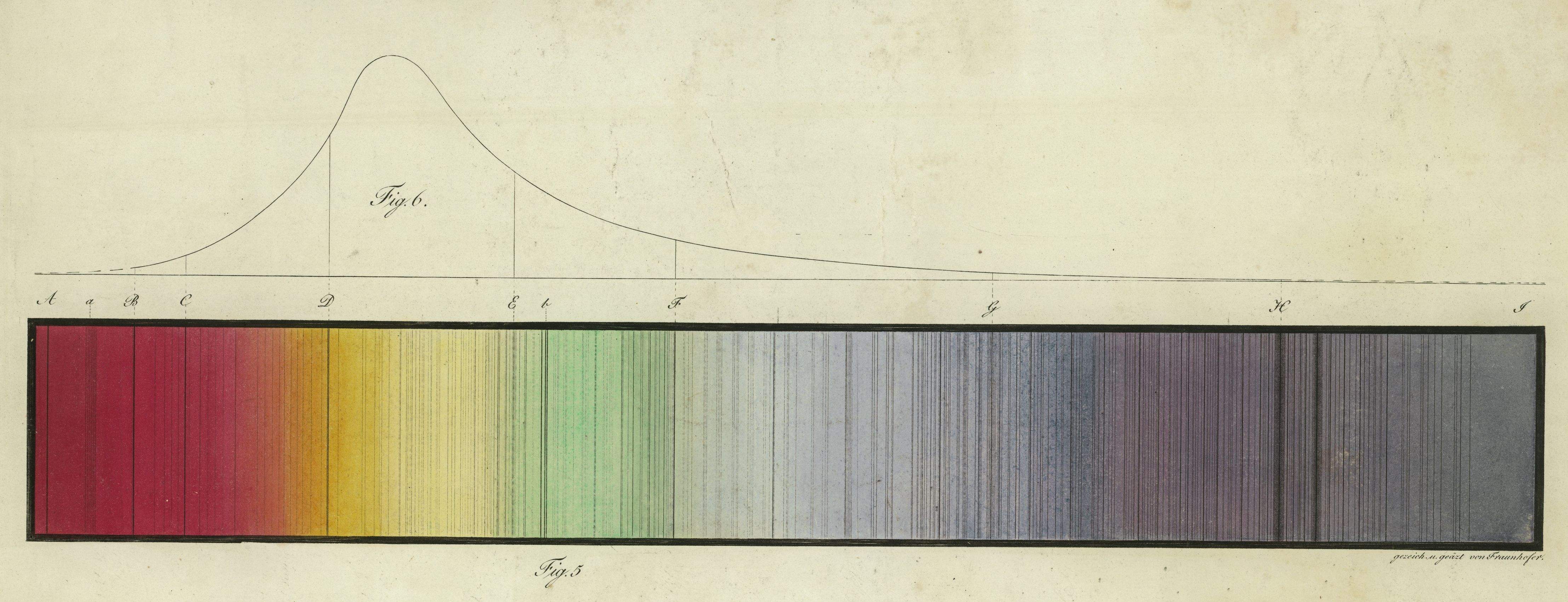
Joseph von Fraunhofers Sonnenspektrum mit Spektrallinien
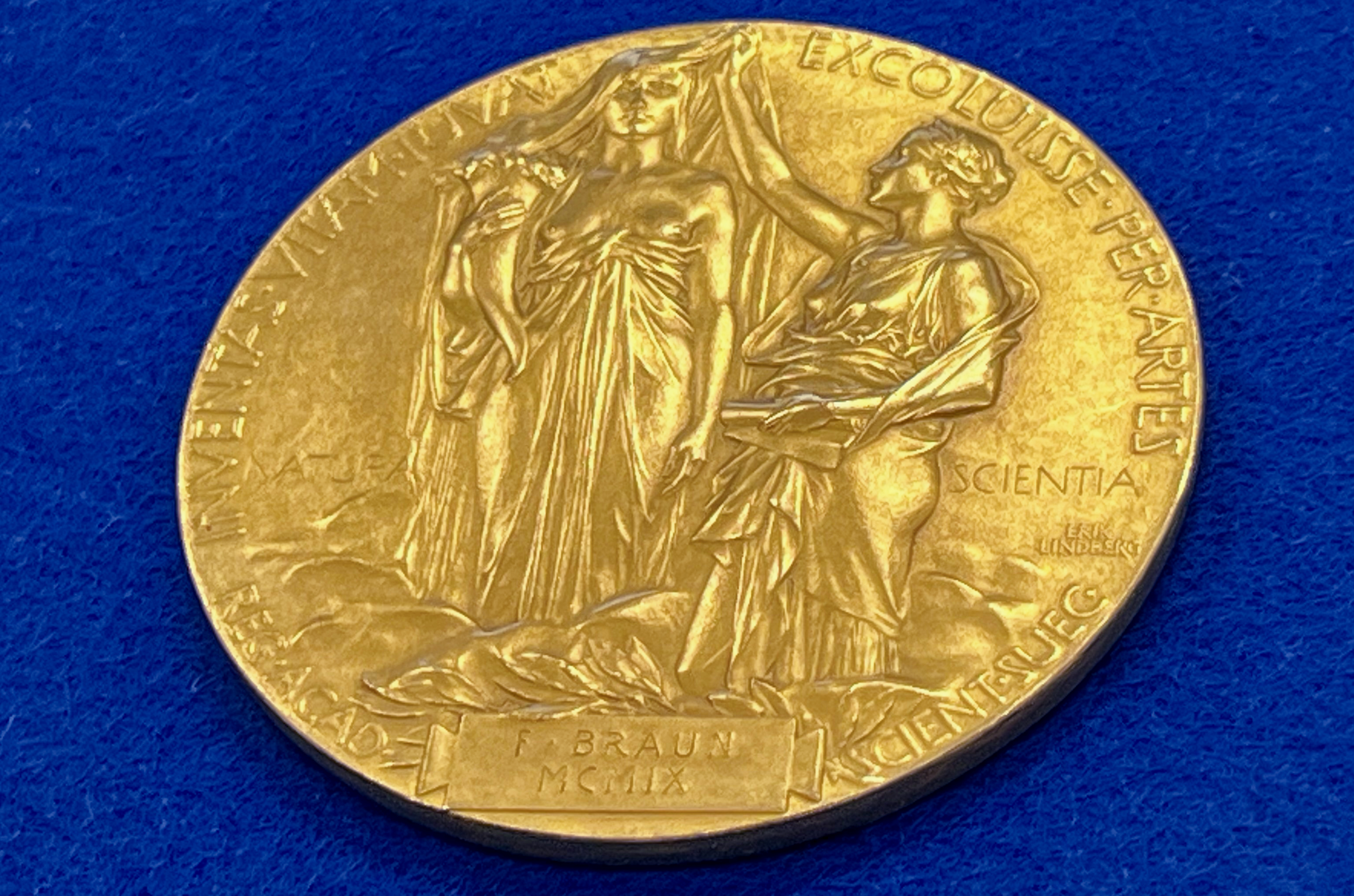
Ferdinand Brauns Nobelpreismedaille

Handschriften und Urkunden
Die rund 15.000 Briefe, Postkarten, Manuskripte, Typoskripte, Notizen, Buchhandschriften, Urkunden und Diplome bilden den ältesten und wertvollsten Bestand des Archivs. Das älteste Objekt, die Pergamenthandschrift Physicorum Libri VIII des Universalgelehrten Albertus Magnus, stammt aus der zweiten Hälfte des 13. Jahrhunderts. Um 1480 entstand eine Feuerwerksbuch genannte Bilderhandschrift zur Wehrtechnik, von der 15 Blätter erhalten sind. Weitere historische Schriften befassen sich mit Alchemie, Geometrie und Landvermessung. Zu den herausragenden Dokumenten gehört das Laborbuch von Otto Hahn mit Aufzeichnungen zu dem im Dezember 1938 durchgeführten Versuch, der zur Entdeckung der Kernspaltung führte.

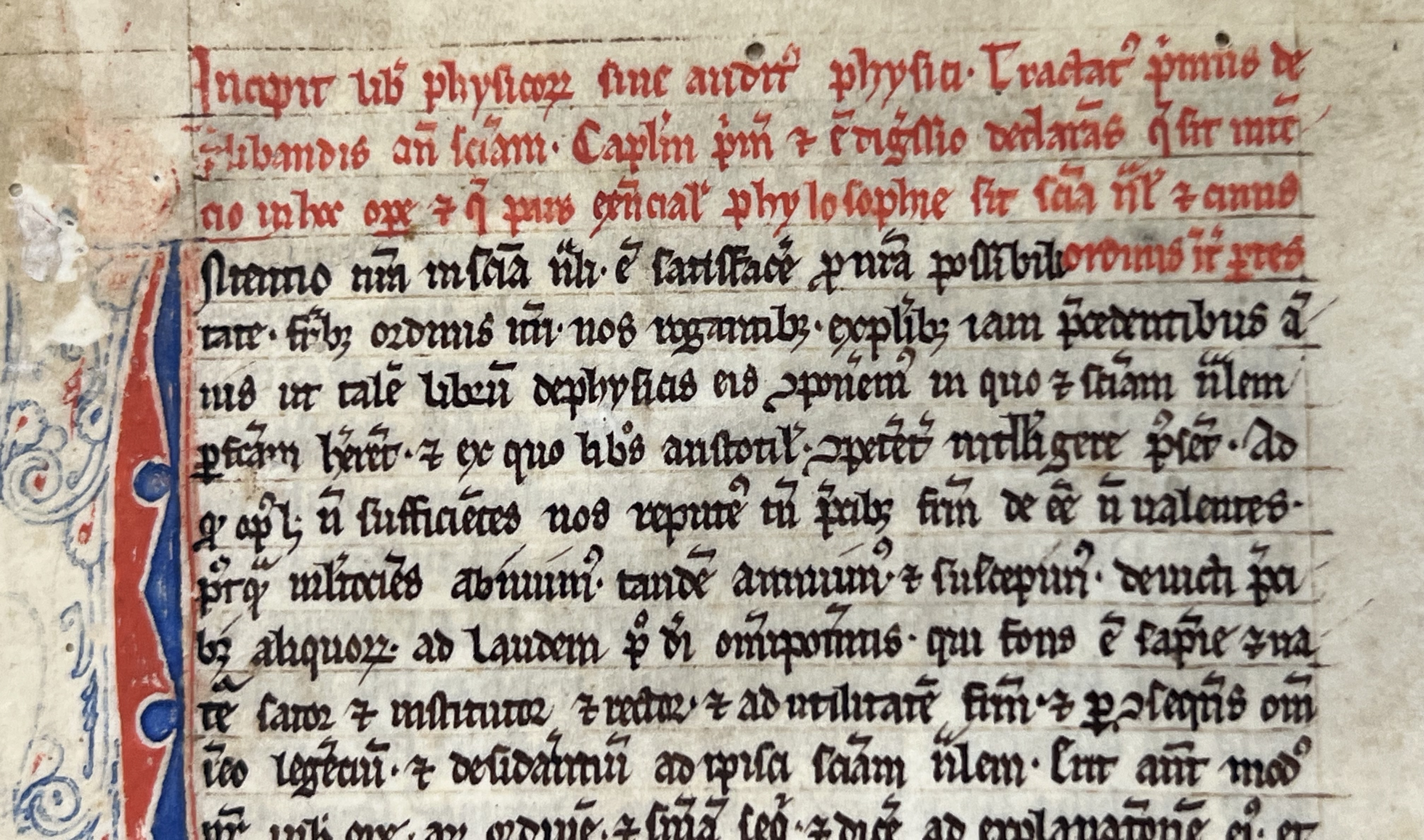
Physicorum Libri VIII von Albertus Magnus
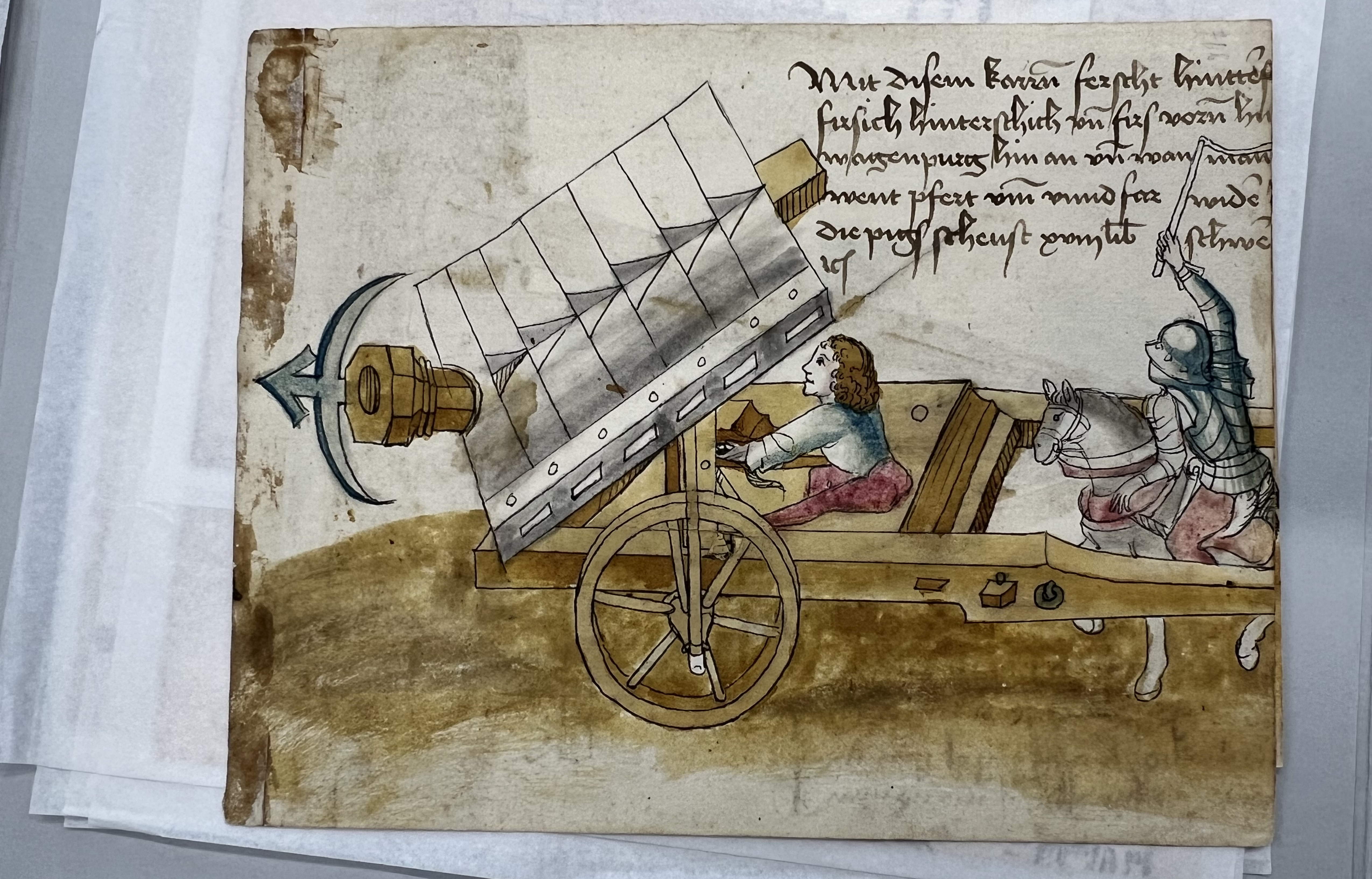
Feuerwerksbuch
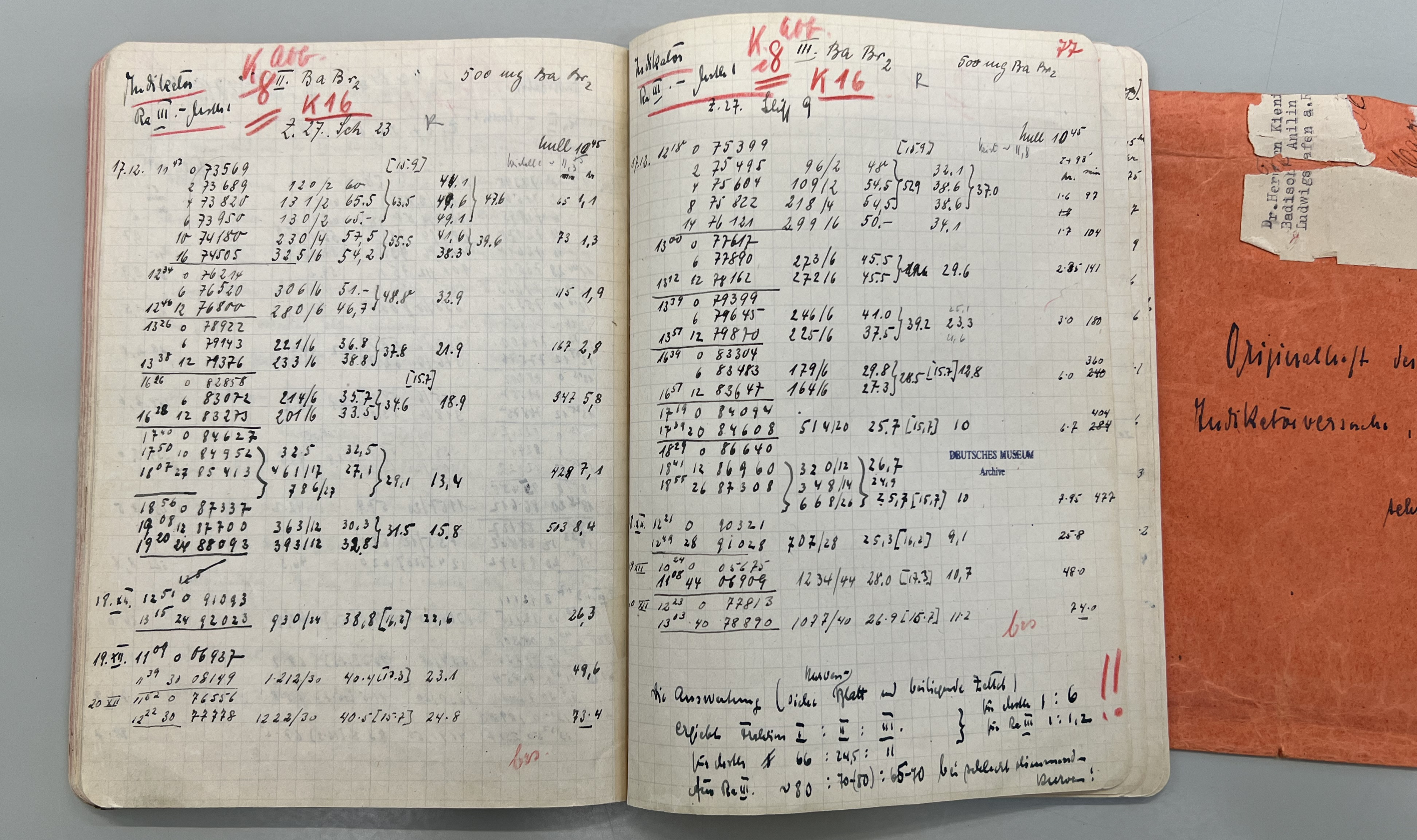
Laborbuch von Otto Hahn

Verwaltungsarchiv
Aufgabe des Archivs ist die Übernahme, Bewertung, Sicherung und dauerhafte Erhaltung von dienstlichem Schriftgut des Deutschen Museums. Diese Verwaltungsakten dokumentieren die Museumsgeschichte seit der Gründung im Jahr 1903. Aus der Anfangszeit stammen Briefe, mit denen die Museumsleitung einflussreiche Persönlichkeiten um Unterstützung gebeten hat, die rund 39.000 Einträge umfassende historische Mitgliederkartei und das zeittypisch gestaltete Stifterbuch, in dem zwischen 1903 und 1922 erhaltene Geldspenden verzeichnet sind.
Firmenarchive
In der Sammlung befinden sich mehr als 40 von Firmen, Institutionen, Verbänden und Vereinen ganz oder teilweise übernommene Archivbestände. Zu den Firmen gehören Luftfahrtunternehmen und Hersteller wissenschaftlicher Instrumente. Umfangreiche Bestände stammen vom Polytechnischen Verein in Bayern (PTV), der Heeresversuchsanstalt Peenemünde und der Gesellschaft Deutscher Naturforscher und Ärzte (GDNÄ). Der als Geheimdokumente zum deutschen Atomprogramm bezeichnete Bestand enthält Aufzeichnungen verschiedener Wissenschaftler, die sich mit dem Uranprojekt befassten, sowie während der Alsos-Mission angefertigte Exzerpte und Verhörprotokolle. Die „Geheimdokumente“ kamen über das Forschungszentrum Karlsruhe 1998 ins Archiv des Deutschen Museums und sind mittlerweile online abrufbar.
Firmenschriften
Veröffentlichungen von Unternehmen zu Produkten und Dienstleistungen zählen zur sogenannten grauen Literatur. Beginnend mit handschriftlichen Musterbüchern aus dem 18. Jahrhundert beinhaltet die Sammlung Produktbeschreibungen, Kataloge, Prospekte, Preislisten, Gebrauchsanleitungen und Wartungshandbücher von rund 17.000 Firmen. Sie ist die deutschlandweit umfangreichste Spezialsammlung ihrer Art.
Bildarchiv
Fotografien werden in der Bildstelle und im Bildarchiv verwahrt. Der Präsenzbestand der Bildstelle umfasst mehr als 80.000 Abzüge von Originalaufnahmen, die im Lesesaal des Archivs eingesehen werden können. Dazu gehören Fotodokumente zur Geschichte des Deutschen Museums und der Objektsammlungen sowie Reproduktionen von Handschriften, Plänen und technischen Zeichnungen. Im Bildarchiv sind wertvolle Einzelaufnahmen (Rarissima) aus der Frühzeit der Fotografie zu finden, darunter von Carl August von Steinheil und Franz von Kobell um 1839 in München aufgenommene Lichtbilder, die zu den ältesten Fotografien Deutschlands zählen. Insgesamt werden mehr als 1,4 Millionen Positive, Negative, Dias und Digitalisate verwahrt, neben Einzelaufnahmen auch Fotoalben und fotografische Sammlungen.

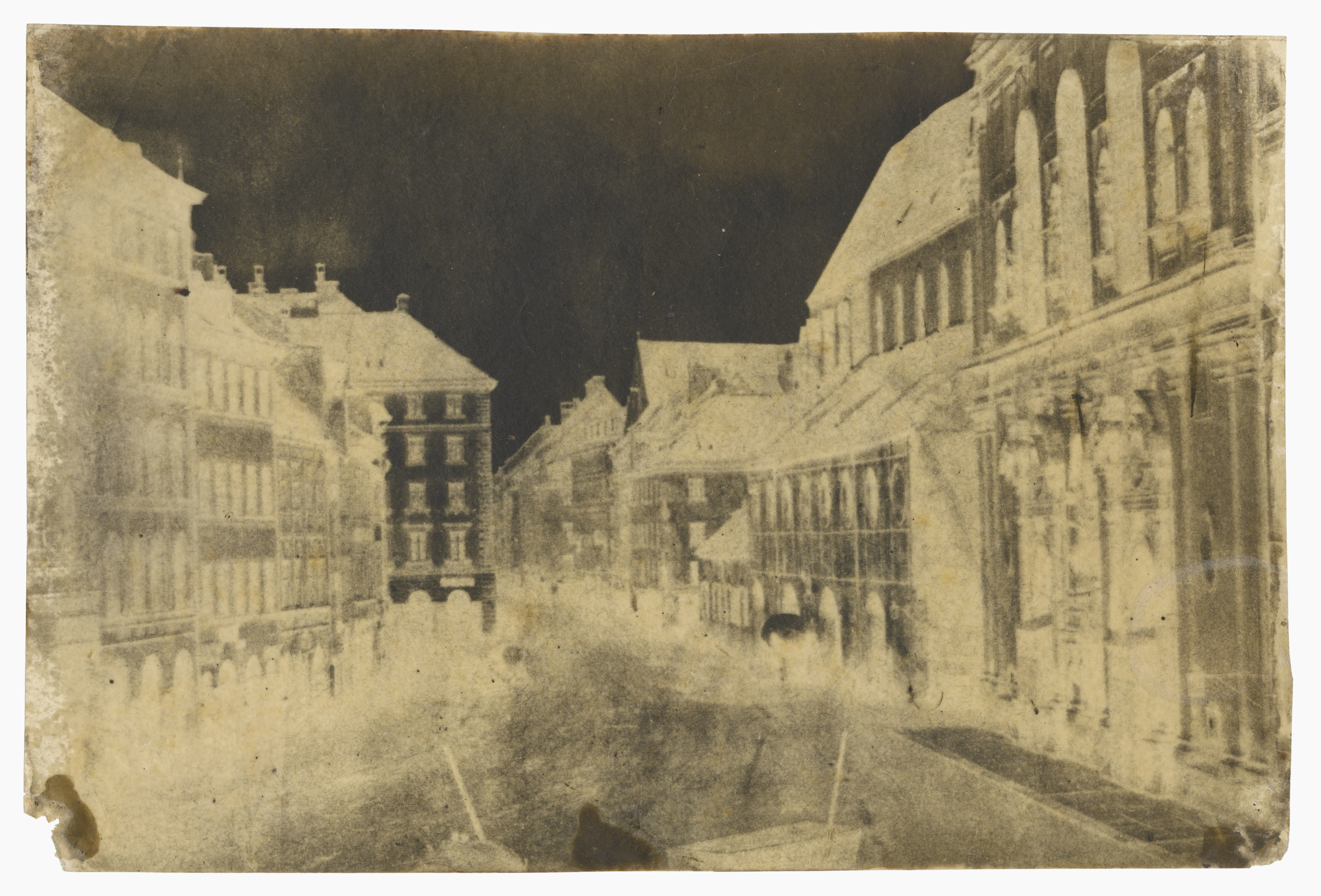
Salzpapier-Negativ der Neuhauser Straße in München, um 1839
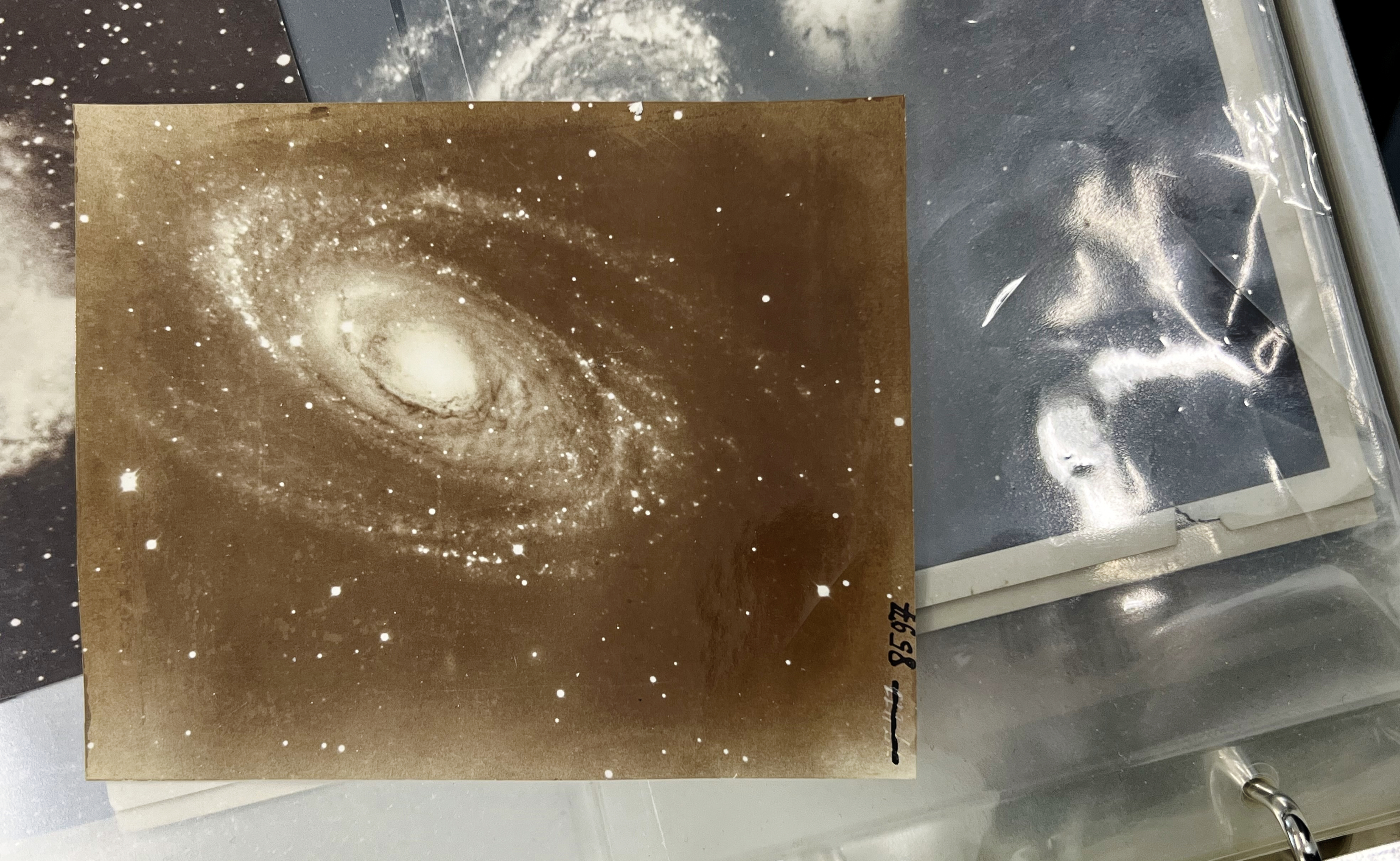
Astrofotografie von George Willis Ritchey
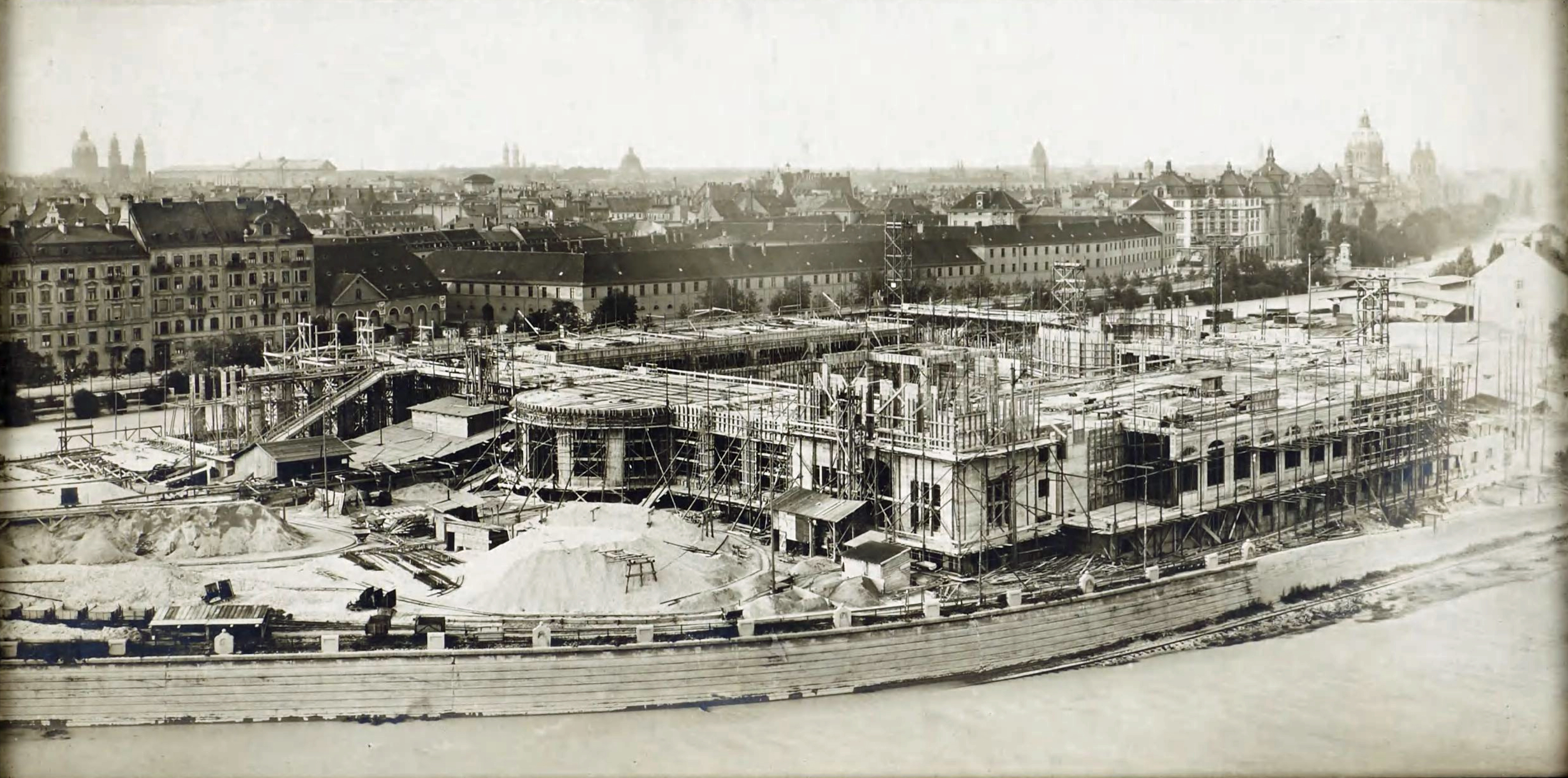
Baustelle des Deutschen Museums, um 1910

Grafiksammlung
Die Sammlung umfasst etwa 1700 Handzeichnungen, Skizzen, Aquarelle und Druckgrafiken. In der Anfangszeit des Museums dienten Grafiken zur Visualisierung von Technik und Wissenschaft in den Ausstellungen. Rund 200 Blätter zur Geschichte der Luftschifffahrt stammen aus der ballonhistorischen Sammlung des bayerischen Generals Karl Ritter von Brug.
Plakatsammlung
Im Archiv befinden sich Bild- und Schriftplakate zu technischen, industriellen und wissenschaftlichen Themen. Einen Teilbestand bilden die von verschiedenen Künstlern gestalteten, museumseigenen Plakate mit Museumsansichten und Informationen zu Ausstellungen und Veranstaltungen.
Plansammlung
Die Plansammlung gehört zu den ältesten Sammlungen des Archivs. Sie umfasst rund 80.000 Pläne und technische Zeichnungen, von Originalzeichnungen aus dem 17. Jahrhundert bis zu modernen Konstruktionszeichnungen. Schwerpunkte sind die Bereiche Bergbau und Hüttenwesen, Maschinen- und Ingenieurbau sowie Verkehrswesen.

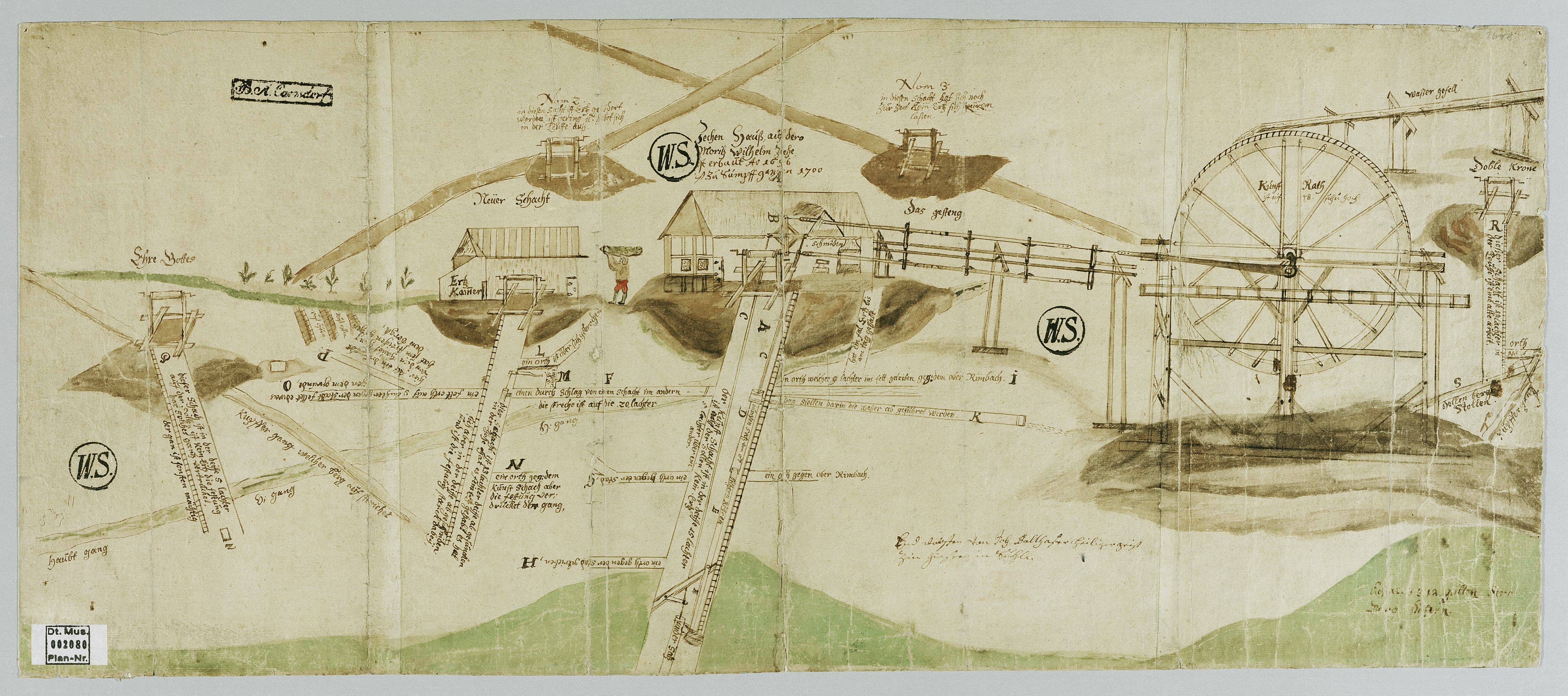
Grubenriss der Zeche Moritz Wilhelm, um 1700
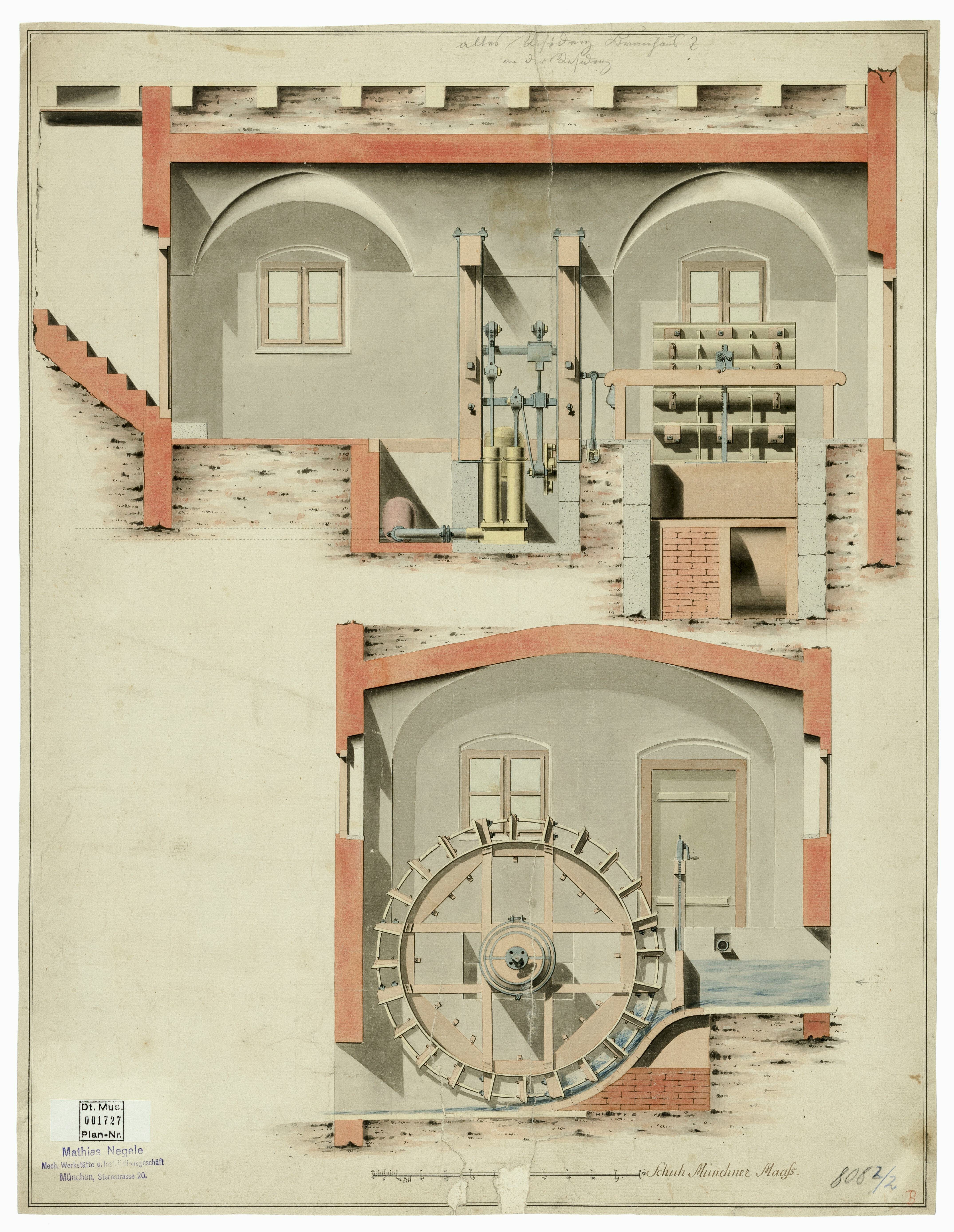
Residenz-Brunnhaus
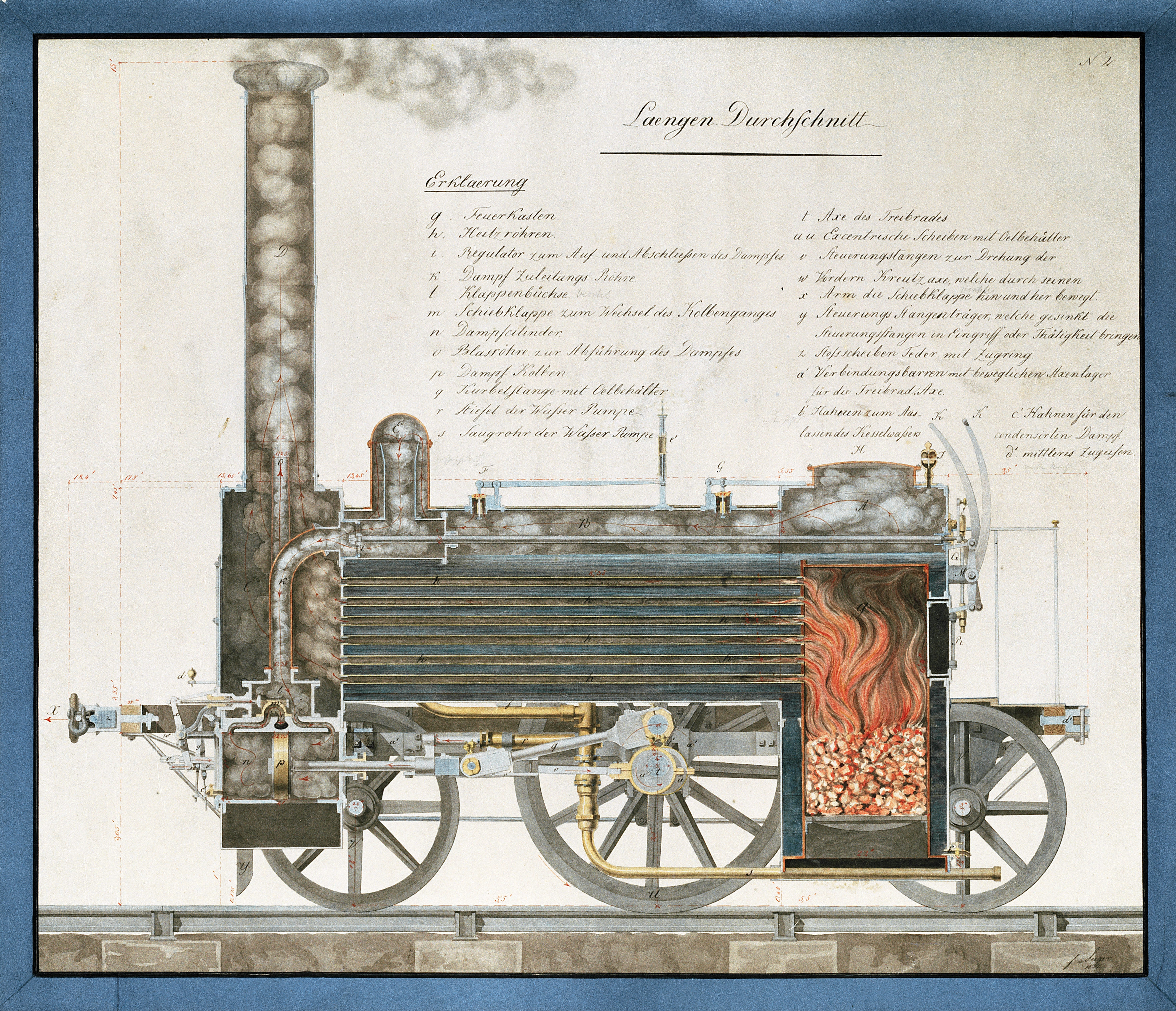
Englische Lokomotive der Patentee-Bauart

Kartensammlung
Die Sammlung umfasst rund 8000 Karten aus der Zeit vom 16. bis zum 21. Jahrhundert. Von Beginn an wurden Karten in den Geologie- und Geodäsie-Ausstellungen des Museums präsentiert. Inzwischen liegt der Schwerpunkt auf thematischen Karten, welche die Veränderung der Landschaft und die Vernetzung der Infrastruktur dokumentieren.
Luft- und Raumfahrtdokumentation
Die archivische Sammlung begann in den 1970er Jahren parallel zur Erweiterung der Luftfahrt-Ausstellung auf der Museumsinsel und in der Flugwerft Schleißheim als erster Außenstelle des Museums. Aus dem Nachlass von Botho und Hans von Römer und Unterlagen mehrerer Luftfahrtunternehmen konnten bedeutende Sammlungen erworben werden. Hinzu kommen biografische Informationen zu rund 7000 Persönlichkeiten der Luft- und Raumfahrtgeschichte und seit den 1870er Jahren entstandene Luftaufnahmen.
Papierhistorische Sammlungen
Das Archiv verwahrt verschiedene Einzelbestände zur Geschichte der Papierherstellung und -verwendung, beispielsweise die Sammlung der ehemaligen Forschungsstelle Papiergeschichte in Mainz, die Buntpapiersammlung von Felix Hübel und Wasserzeichensammlungen.
Kleinere Erwerbungen
Im Archiv befinden sich rund 50 Einzelbestände, die keiner der Hauptgruppen zugeordnet sind. Überwiegend handelt es sich um Dokumente aus der Wissenschafts- und Technikgeschichte mit Bezug zu den Sammlungs- und Forschungsaktivitäten des Deutschen Museums.
Medaillen und Denkmünzen
Die Spezialsammlung umfasst etwa 4400 Medaillen, Denkmünzen, Plaketten und Abzeichen aus verschiedenen Ländern, die zur Erinnerung an wichtige Ereignisse oder zu Ehren bedeutender Persönlichkeiten angefertigt wurden.
Audiovisuelle Medien
Bereits in den 1920er Jahren wurden im Museum technisch-wissenschaftliche Filme gezeigt, die jedoch nicht mehr erhalten sind. Seit dem Zweiten Weltkrieg wuchs die Sammlung auf etwa 3000 Filme und Videos, darunter historische Aufnahmen zum Deutschen Museum, Lehrfilme zur Naturwissenschaft und Technik sowie Industriefilme. Die Audiosammlung umfasst rund 600 Schallplatten, Tonbänder, Kompaktkassetten und digitale Tonträger.
Exlibris, Reklame- und Briefmarken
Der kleine Bestand von Bucheignerzeichen, Reklamemarken, Briefmarken und Erstflugbriefen kam durch Schenkungen ins Archiv und wird nicht aktiv ausgebaut.
Wissenschaftliche Berichte
Zu dieser Kategorie gehören Veröffentlichungen von Forschungseinrichtungen, Behörden und Unternehmen, die nicht über den Buchhandel verbreitet wurden und deshalb zur sogenannten grauen Literatur zählen. Umfangreiche Bestände betreffen die Luftfahrtforschung von 1930 bis 1945, den Stand deutscher Technologie und Forschung nach Ende des Zweiten Weltkriegs sowie die internationale Atomforschung von 1942 bis 1969.